# Senator Thomas J. Dodd Memorial Stadium
Le Senator Thomas J. Dodd Memorial Stadium, également surnommé le Dodd Stadium, est un stade omnisports américain (servant principalement pour le baseball) situé dans la ville de Norwich, dans le Connecticut.
Le stade, doté de 6 270 places et inauguré en 1995, sert d'enceinte à domicile à l'équipe universitaire des Huskies du Connecticut, (pour le baseball), ainsi qu'aux Unicorns de Norwich Sea.
Le stade porte le nom de Thomas J. Dodd, avocat, diplomate et ancien sénateur du Connecticut.

## Histoire
La première pierre du stade est posée le 3 novembre 1994. Au bout de presque six mois de travaux, le stade, enfoncé dans le sol environnant de sorte que tous les fans puissent entrer au niveau de la rue et descendre directement pour se rendre à leurs sièges, est inauguré le 13 avril 1995.
De 2002 à 2004, le stade accueille le tournoi de baseball Atlantic 10 Conference.

## Galerie

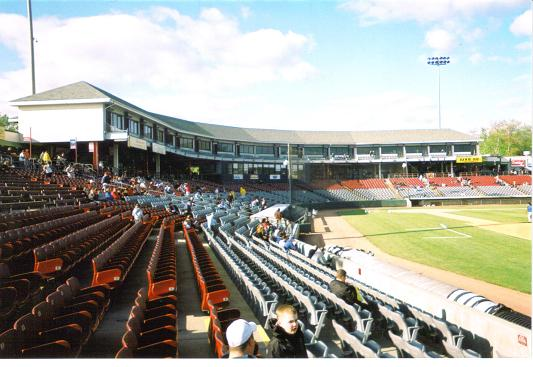
Vue du stade depuis les tribunes n°1
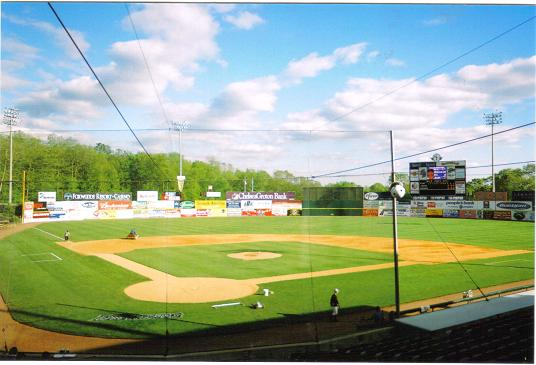
Vue du stade depuis les tribunes n°2